# 3613 Kunlun
3613 Kunlun eller 1982 VJ11 är en asteroid i huvudbältet som upptäcktes den 10 november 1982 av Purple Mountain-observatoriet i Nanjing, Kina. Den är uppkallad efter bergskedjan Kunlun.
Den tillhör asteroidgruppen Vesta.